# Brestovene
Brestovene (Bulgaars: Брестовене, Turks: Karaağaç) is een dorp in het noordoosten van Bulgarije in de gemeente Zavet in de oblast Razgrad. De Bulgaarse naam van het dorp betekent 'iep', terwijl de Turkse naam neerkomt op 'zwarte boom'.

## Ligging
Brestovene ligt ten zuidoosten van Koebrat (11 km) en Roese (62 km), ten noordwesten van Isperich (24 km), Sjoemen (84 km) en Varna (166 km), ten noordoosten van Razgrad (32 km) en van Sofia (370 km).

## Bevolking
Op 31 december 2019 telde het dorp 2.357 inwoners, waarmee het een van de grootste dorpen in Noordoost-Bulgarije is en het op een na grootste dorp in oblast Razgrad. In 1989 waren er bijna 5.500 inwoners ingeschreven in het dorp, waarvan 4.000 permanent in het dorp woonden. Vanwege de assimilatiecampagnes van het communistisch regime van Todor Zjivkov, waarbij alle Turken en andere moslims in Bulgarije christelijke of Bulgaarse namen moesten aannemen en afstand moesten doen van islamitische gewoonten, emigreerde een groot deel van bevolking. Na de val van het communisme verslechterde de economische situatie in de regio, waardoor de inwoners begonnen met een hevige emigratiestroom naar West-Europa.
|  |

De bevolking bestaat grotendeels uit Bulgaarse Turken (77%), gevolgd door kleinere groepen Bulgaren (11%) en Roma (6%).
| Etniciteit   | Aantal | %     |
| ------------ | ------ | ----- |
| Bulgaren     | 282    | 11%   |
| Turken       | 1983   | 77,2% |
| Roma         | 158    | 6,1%  |
| Overig       | 147    | 5,7%  |
| Respondenten | 2570   |       |

### Religie
De islam is de grootste religie onder de inwoners. Er zijn twee moskeeën: de 'kleine' en de 'grote' moskee (gebouwd in 1852). Een minderheid van de inwoners is christelijk. Er bevindt zich een kerkgebouw in het dorp, de Kerk van de Heilige Drie-eenheid (Св. Троица; Sveta Troitsa), gebouwd in 1935.